# Prekristalizacija
Prekristalizacija je proces pretvorbe jedne kristalne forme u drugu kao posljedica promjene fizičkih i kemijskih uvjeta u otopini.
Prekristalizacija je metoda razdvajanja smjesa (homogenih i heterogenih) koja se najčešće koristi za čišćenje onečišćenih tvari.
Da bi se neka tvar mogla očistiti prekristalizacijom, mora imati svojstvo da je u odabranom otapalu pri povišenoj temperaturi mnogo topljivija nego pri sobnoj temperaturi. Za otapanje tvari uzima se što manja količina otapala, kako bi se pri povišenoj temperaturi dobila zasićena otopina.
Hlađenjem pročišćene otopine dolazi do kristalizacije čiste tvari iz matičnice.
Prisutne nečistoće ne smiju biti topljive u odabranom otapalu, pa se mogu odvojiti filtracijom. Za uklanjanje pojedinih tvari u vruću otopinu dodaje se aktivni ugljen, npr.